# Dalhart
Dalhart – miasto w Stanach Zjednoczonych, w stanie Teksas, w hrabstwach Dallam i Hartley. Według danych z 2023 liczy 8353 mieszkańców. 